# 함안 검암리 충순당 정려각
함안 검암리 충순당 정려각은 대한민국 경상남도 함안군에 있는 정려각이다. 2011년 4월 28일 경상남도의 문화재자료 제531호로 지정되었다.

## 같이 보기
- 함안 검암리 충순당 (경상남도 문화재자료 제530호)

## 참고 자료
- 함안 검암리 충순당 정려각 - 국가유산청 국가유산포털